# Golda (film)
Pour les articles homonymes, voir Golda.
 (décembre 2021).
Si vous disposez d'ouvrages ou d'articles de référence ou si vous connaissez des sites web de qualité traitant du thème abordé ici, merci de compléter l'article en donnant les références utiles à sa vérifiabilité et en les liant à la section « Notes et références ».
Pour plus de détails, voir Fiche technique et Distribution.
Golda est un film britannique réalisé par Guy Nattiv, sorti en 2023.

## Synopsis
En 1974, la Première ministre d'Israël Golda Meir – également connue sous le nom de « Dame de fer d'Israël » – passe devant une commission d'enquête de la Knesset afin de passer en revue les responsabilités à enjeux élevés et les décisions controversées auxquelles elle a été confrontée pendant la guerre du Yom Kippour en 1973.

## Fiche technique
- Titre original : Golda
- Réalisation :  Guy Nattiv (en)
- Scénario : Nicholas Martin
- Production : Michael Kuhn
- Société de production : Qwerty Films
- Pays d'origine :  Royaume-Uni
- Format : Couleurs - 35 mm
- Genre : drame, biographique, guerre
- Langues originales : anglais, hébreu
- Dates de sortie : 
  - Royaume-Uni : 6 octobre 2023
  - France : 11 octobre 2023 (Diffusion à la télévision sur Canal+)

## Distribution
- Helen Mirren (VF : Annie Le Youdec) : Golda Meir, Première ministre d'Israël
- Camille Cottin (VF : elle-même) : Lou Kaddar, assistante de Golda Meir
- Rami Heuberger (VF : Pierre-François Pistorio) : le général Moshe Dayan, ministre de la Défense
- Lior Ashkenazi (VF : Philippe Valmont) : le général David Elazar, chef d'État-Major de l'Armée de défense d'Israël
- Liev Schreiber (VF : Thierry Hancisse) : Henry Kissinger, secrétaire d'État des États-Unis
- Ed Stoppard (VF : Christophe Hespel) : le major général Benny Peled, commandant de la Force aérienne
- Rotem Keinan (VF : Frédéric Popovic) : le général Zvi Zamir, directeur du Mossad
- Dvir Benedek (VF : Yann Pichon) : le major général Eli Zeira, directeur du renseignement militaire
- Dominic Mafham (en) (VF : Jérôme Keen) : le lieutenant-général Haim Bar-Lev, commandant de la région militaire sud
- Ohad Knoller : le major général Ariel « Arik » Sharon, commandant de la 143e division
- Emma Davies : Me Epstein, greffière
- Jaime Ray Newman : la secrétaire d'Henry Kissinger
- Henry Goodman (VF : Stéphane Cornicard) : le président d'Agranat

## Distinction

### Nomination
- Oscars 2024 : Meilleurs maquillages et coiffures